# سونيا لوبيز
سونيا لوبيز (بالإسبانية: Sonia López Etxeberría) (3 نوفمبر 1983 بإيبار في إسبانيا - ) هي لاعبة كرة قدم إسبانية في مركز الدفاع. لعبت مع Añorga KKE ‏ وريال سوسيداد للسيدات وSD Eibar (women) ‏.